# 메트로 노스 철도
메트로 노스 철도(영어: Metro-North Railroad)는 메트로폴리탄 트랜스포테이션 오서리티의 자회사인 Metro North Commuter Railroad Company가 운영하고있는 미국 뉴욕 지역을 기반으로하는 통근 철도이다. 통칭은 메트로 노스(영어: Metro North)이다. 총 영업 거리는 384마일(618 km), 역 수는 122개이다.

## 개요
현재 메트로 노스의 전신 중 이스트 오브 허드슨 구간이고 뉴욕의 구간은 대부분이 뉴욕 센트럴 철도(영어: New York Central Railroad)에서 유래한다. 이 철도 회사는 3개의 통근 노선을 운영했다. 이 중 2개는 맨해탄에 있는 그랜드 센트럴 터미널 (영어: Grand Central Terminal)에서 출발했다. 하렘 선의 경우 뉴욕 앤드 하렘 철도(영어: New York and Harlem Railroad)와 보스턴 앤드 알바니 철도(영어: Boston and Albany Railroad)에서 유래했다. 뉴욕 앤드 하렘 철도는 1870년대에 보스턴 앤드 알바니 철도는 1914년에 각각 뉴욕 센트럴 철도에 인수 되었다.
뉴욕 센트럴 철도는 위의 노선 이외에, 허드슨강의 평지를 운행 했으며 알바니 경유 시카고까지 연결하는 복선 노선도 운영했다. 이 노선은 등급을 사용하지 않고 같은 시설에서 운행하고 평지로 운행했기 때문에 상대적으로 호평을 받았다.
뉴헤이번 선(영어: New Haven Line)은 3개의 지선을 포함하여 19세기 중반부터 1969년까지 뉴욕, 뉴헤이븐 앤드 하트포드 철도(영어: New York, New Haven and Hartford Railroad, NYNH & H)가 소유했다. 이 노선은 1830년대 마차 철도로 개업했으나 이후 증기 기관차로 교체했다. 19세기 중반에 뉴욕 앤드 뉴헤이븐 철도와 하트포드 앤드 뉴헤이븐 철도가 하트포드에서 보스턴까지 노선을 운행했다. 이 2개의 철도는 뉴잉글랜드의 여객 및 화물 분야에서 최대 기업으로 성장하기 위해 1872년에 합병되었다. 20세기 초반에 부자 JP 모건의 지배하에 있던 NYNH & H는 풍부한 자금을 배경으로 근대화를 진행했다. 증기 기관차를 투입했으며 뉴헤이븐 본선에 전기 기관차를 도입했으며 지선 노선에 디젤 기관차를 도입했다. 하지만 이런 무리한 투자로 경영난으로 이어졌고 이후 세계 대공황이 시작 되면서 이 회사는 파산하고 말았다.
웨스트 오브 허드슨의 통근 수송 노선은 이리 철도(영어: Erie Railroad)의 일부로 시작했다. 1850년대부터 1860년대까지 건설된 포트쟈비스 선(영어: Port Jervis Line)이 본선 노선에서 유래 되었다. 파스캑 밸리 선(영어: Pascack Valley Line)는 이리 철도의 자회사인 뉴저지 앤드 뉴욕 철도(영어: New Jersey and New York Railroad)에서 유래되었다. 이리 철도는 1956년에 당시 경쟁사였던 델라웨어 래커워너 앤드 웨스턴 철도(영어: Delawware, Lackawanna, and Western Railroad)와 합병 후 이리 래커워너 철도(영어: Erie Lackawanna)를 설립했다.

### 펜센트럴 철도 시대
제2차 세계대전 이후 장거리 열차 및 통근 여객 열차의 경영이 좋지 않았다. 1950년대에 들어 서면서 철도 업계가 과잉 규제와 시장의 포화된데 이어 비행기와 자동차의 등장으로 경쟁에서 밀리기 시작했다. 특히 통근철도는 타격을 받았다.
통근열차는 현재까지 적자로 운행하고 있으며 장거리 여객 수송과 화물 수송이 통근열차 적자분을 매꿨다. 그러나 전술 한 바와 같이 흑자 부문도 이익이 줄어들고 철도 회사는 하지만 제2차 세계대전 이후 적자가 누적이 되면서 1958년에 뉴욕 센트럴 철도(영어: New York Central Railroad)는 단계별로 통근열차 노선을 폐지했다.

## 보유 차량

### 객차
| 회사                    | 사진 | 도입                  | 조립                                         | 번호                                                                                      | 비고 |
| ----------------------- | ---- | --------------------- | -------------------------------------------- | ----------------------------------------------------------------------------------------- | ---- |
| 봄바디어 코멧 II        |      | 1982년                | 1999년부터 2002년까지, 2009년                | 6125 ~ 6131, 6134 ~ 6140, 6142 ~ 6149, 6176 ~ 6180                                        |      |
| 봄바디어 쇼어라이너 I   |      | 1982년부터 1983년까지 | 1995년부터 1996년까지, 2008년부터 2009년까지 | 6101 ~ 6109, 6150 ~ 6160, 6162 ~ 6166, 6201 ~ 6209, 6223 ~ 6229, 6250 ~ 6260, 6262 ~ 6268 |      |
| 봄바디어 쇼어라이너 II  |      | 1987년부터 1988년까지 | 2008년부터 2009년까지                        | 6111 ~ 6117, 6161 ~ 6167, 6168 ~ 6174, 6121 ~ 6179, 6186 ~ 6190, 6211 ~ 6219, 6270 ~ 6278 |      |
| 봄바디어 쇼어라이너 III |      | 1996년부터 2002년까지 | 없음                                         | 6280 ~ 6286, 6288, 6301 ~ 6310, 6330 ~ 6372, 6374 ~ 6398, 6430 ~ 6474                     |      |
| 봄바디어 쇼어라이너 IV  |      | 1996년부터 2002년까지 | 파일                                         | 6221 ~ 6222, 6311 ~ 6320                                                                  |      |
| 알스톰 코멧 V           |      | 2004년                | 없음                                         | 6700 ~ 6714, 6750 ~ 6799                                                                  |      |

### 디젤 기관차
| 제조                       | 사진 | 번호                   | 도입                  | 인수                  | 유형 | 출력                | 비고 |
| -------------------------- | ---- | ---------------------- | --------------------- | --------------------- | ---- | ------------------- | ---- |
| EMD GP35R                  |      | 101 ~ 107              | 1991년                | 2013년                | 디젤 | 2,500 hp (1,864 kW) |      |
| EMD GP40FH-2M              |      | 4900 ~ 4905            | 1966년부터 1970년까지 | 1987년부터 1990년까지 | 디젤 | 3,000 hp (2,237 kW) |      |
| EMD GP40PH-2A              |      | 4906                   | 1967년부터 1970년까지 | 1992년부터 1993년까지 | 디젤 | 3,000 hp (2,237 kW) |      |
| EMD F40PH-3C               |      | 4907, 4908, 4912, 4914 | 1976년부터 1981년까지 | 2009년부터 2010년까지 | 디젤 | 3,000 hp (2,237 kW) |      |
| GE 트랜스포테이션 P32AC-DM |      | 201 ~ 231              | 1976년부터 1981년까지 | 2012년부터 2015년까지 | 디젤 | 3,200 hp (2,386 kW) |      |
| 브룩빌 BL06                |      | 404 ~ 405              | 2000년                | 없음                  | 디젤 | 1,680 hp (1,253 kW) |      |
| 브룩빌 BL20GH              |      | 110 ~ 115, 125 ~ 130   | 2008년                | 없음                  | 디젤 | 2,250 hp (1,678 kW) |      |
| 브룩빌 BL14CG              |      | 401, 402               | 2009년                | 없음                  | 디젤 | 2,000 hp (1,491 kW) |      |

### 전기 기관차
| 회사         | 사진 | 도입                  | 조립                         | 번호                                                                    | 비고 |
| ------------ | ---- | --------------------- | ---------------------------- | ----------------------------------------------------------------------- | ---- |
| 버드, GE M2  |      | 1972년부터 1977년까지 | 1992년부터 1994년까지 2006년 | 8400 ~ 8471 8500 ~ 8552 8554 ~ 8570 8651 ~ 8669 8700 ~ 8749 8800 ~ 8849 |      |
| 버드 M3A     |      | 1983년부터 1985년까지 | 2002년 2014년부터 2015년까지 | 8000 ~ 8141                                                             |      |
| 토쿠카 M4    |      | 1987년부터 1988년까지 | 없음                         | 8900 ~ 8935, 8951 ~ 8985                                                |      |
| 봄바디어 M7A |      | 2004년부터 2006년까지 | 없음                         | 4000 ~ 4335                                                             |      |
| 가와사키 M8  |      | 2009년부터 2015년까지 | 없음                         | 9100 ~ 9421 9460 ~ 9476 9500 ~ 9519 9560 ~ 9590 9600 ~ 9623             |      |
| 가와사키 M9  |      | 2018년부터 2020년까지 | 없음                         | 188대 주문                                                              |      |

## 같이 보기
- 롱아일랜드 철도
- 뉴욕의 교통